# Ényo (déesse)
Pour les articles homonymes, voir Ényo.
Dans la mythologie grecque, Ényo (en grec ancien Ἐνυώ / Enuố) est une déesse des batailles, étroitement associée à Arès.

## Famille
Ses ascendants ne sont pas mentionnés, mais la tradition postérieure en fait le plus souvent la fille, l'épouse ou la sœur d'Arès, ce qui dans ce dernier cas en ferait une fille de Zeus et Héra. 
De son côté, Quintus de Smyrne fait de Polémos (daimôn de la guerre) le frère d'Ényo.
Elle est identifiée dans certains mythes comme la mère du dieu de la guerre Enyalios qu'elle a eu d'Arès, quand Enyalios n'est pas assimilé avec Arès, son nom utilisé comme un titre du dieu.

## Fonctions et mentions
Ényo est mentionnée à deux reprises dans l’Iliade. Dans la première occurrence, elle est citée avec Athéna comme une déesse guerrière, au contraire de la faible Aphrodite. Dans la seconde, elle marche avec Arès à la tête des Troyens, tenant à la main Kudoimos (le Tumulte). 
Ényo incarne les aspects les plus horribles des batailles : Homère la décrit comme la « destructrice de villes » (πτολίπορθος / ptolíporthos), une épithète qu'elle partage avec Arès. Elle est essentiellement la compagne ou l'hypostase féminine d'Ényalos, une divinité distincte d'Arès à l'origine mais qui se confond avec lui par la suite, devenant l'une des épiclèses du dieu. Elle est invoquée avec Phobos (la Terreur), fils d'Arès, dans le serment des Sept contre Thèbes, et avec Arès et Ényalos dans le serment des éphèbes athéniens. L'étymologie de son nom est inconnue, probablement d'origine préhellénique. Elle est assimilée par les Romains à Bellone, et les Grecs la reconnaissent dans la déesse anatolienne Ma.

## Représentations
Peu de représentations d'Ényo sont connues. Elle a sa statue, œuvre de Timarchos et Céphisodote le Jeune, dans le temple d'Arès à Athènes, aux côtés d'Arès, d'Athéna et d'Aphrodite.